# Chris Kelleher
Christopher Kelleher, född 23 mars 1975 i Belmont, är en amerikansk före detta professionell ishockeyspelare. Kelleher blev draftad av Pittsburgh Penguins 1993 och blev vald i den femte rundan som 130:e spelare totalt. Efter fyra säsonger av ishockey på Boston University anslöt han till Penguins farmarlag, Syracuse Crunch i AHL. Penguins bytte sedan farmarlag till Wilkes-Barre/Scranton Penguins, där Kelleher tillbringade två säsonger. Därefter spelade han två säsonger för seriekonkurrenten Providence Bruins och 2002 spelade han sin första och enda NHL-match, för Boston Bruins.
Säsongen 2003/04 tillbringade Kelleher med den tyska klubben Krefeld Pinguine i DEL, innan han återvände för två säsonger med Wilkes-Barre/Scranton Penguins. Kelleher spelade sedan en säsong för Linköping HC i Elitserien, innan han avslutade sin ishockeykarriär.
Kelleher representerade USA som junior, vid JVM i Kanada 1995 där USA slutade på femte plats.

## Karriär

### Klubblag
Vid 19 års ålder började Kelleher spela universitetsishockey. Dessförinnan hade han vid NHL-draften 1993 valts i den femte rundan som 130:e spelare totalt av Pittsburgh Penguins. Under sin tredje säsong på universitetet var Kelleher lagets poängmässigt främsta back och han gjorde också sin poängmässigt främsta säsong då han noterades för 34 poäng på 39 matcher (10 mål, 24 assist). Under sin sista säsong på Boston University utsågs Kelleher till lagkapten.
Säsongen 1998/99 debuterade Kelleher i AHL för Penguins farmarlag Syracuse Crunch. Under sin debutsäsong i AHL spelade han 45 matcher och stod för ett mål och fyra assistpoäng. Säsongen därpå bytte Penguins farmarlag till Wilkes-Barre/Scranton Penguins, varför Kelleher också bytte till samma lag. Under sin andra säsong i Wilkes-Barre tog sig laget till final i Calder Cup-slutspelet. I finalserien föll laget mot Saint John Flames med 4–2 i matcher. Kelleher vann slutspelets poängliga och stod för 25 poäng på 21 matcher (7 mål, 18 assist). Vid säsongens slut skrev Kelleher på för Boston Bruins, som free agent, den 23 maj 2001. Säsongen som följde blev dock till stor del spolierad för Kelleher på grund av en axelskada, och han spelade totalt 31 matcher för Bruins farmarlag Providence Bruins i AHL. Den 16 mars 2002 spelade han sin första, och enda, NHL-match. Totalt spelade Kelleher sex minuter och sju sekunder i en 1–2-seger mot Detroit Red Wings.
Efter ytterligare en säsong med Providence i AHL, lämnade Kelleher Nordamerika för spel i Europa för första gången. I september 2003 skrev han ett ettårsavtal med den tyska regerande mästaren Krefeld Pinguine i DEL. Säsongen blev ett misslyckande för laget, som misslyckades att ta sig till slutspel. Kelleher återvände sedan till Nordamerika där han spelade ytterligare två säsonger för Wilkes-Barre/Scranton Penguins, efter att ha skrivit ett avtal med Pittsburgh Penguins den 2 september 2004. I maj 2006 meddelades det att Kelleher skrivit ett ettårsavtal med Linköping HC i Elitserien. Den 14 oktober 2006 gjorde han sitt första Elitseriemål, i en 3–1-seger mot Luleå HF. Efter att ha spelat 25 matcher för klubben och stått för fem poäng (ett mål, fyra assist) skadade sig Kelleher i en annan match mot Luleå HF, den 30 november samma år, och missade resten av säsongen. Därefter valde han att avsluta sin ishockeykarriär.

### Landslag
Kelleher representerade USA vid ett JVM – 1995 i Kanada. På sju matcher tog laget tre segrar och fyra förluster (däribland en skrällförlust mot Ukraina med 3–2) och slutade därför på femte plats i turneringen. Kelleher stod för ett mål på dessa sju matcher.

## Statistik

### Klubblag
| 1994–95    | Boston University | NCAA       | 35  | 3  | 17  | 20  | 62  | —  | — | —  | —  | —  |
| 1995–96    | Boston University | NCAA       | 37  | 7  | 18  | 25  | 43  | —  | — | —  | —  | —  |
| 1996–97    | Boston University | NCAA       | 39  | 10 | 24  | 34  | 54  | —  | — | —  | —  | —  |
| 1997–98    | Boston University | NCAA       | 37  | 4  | 26  | 30  | 40  | —  | — | —  | —  | —  |
| 1998–99    | Syracuse Crunch   | AHL        | 45  | 1  | 4   | 5   | 43  | —  | — | —  | —  | —  |
| 1999–00    | WBS Penguins      | AHL        | 67  | 0  | 12  | 12  | 40  | —  | — | —  | —  | —  |
| 2000–01    | WBS Penguins      | AHL        | 66  | 6  | 13  | 19  | 37  | 21 | 7 | 18 | 25 | 4  |
| 2001–02    | Providence Bruins | AHL        | 31  | 6  | 13  | 19  | 14  | 2  | 0 | 1  | 1  | 0  |
| 2001–02    | Boston Bruins     | NHL        | 1   | 0  | 0   | 0   | 0   | —  | — | —  | —  | —  |
| 2002–03    | Providence Bruins | AHL        | 72  | 8  | 27  | 35  | 50  | 4  | 0 | 1  | 1  | 0  |
| 2003–04    | Krefeld Pinguine  | DEL        | 47  | 5  | 16  | 21  | 38  | —  | — | —  | —  | —  |
| 2004–05    | WBS Penguins      | AHL        | 65  | 3  | 18  | 21  | 26  | 11 | 0 | 2  | 2  | 6  |
| 2005–06    | WBS Penguins      | AHL        | 52  | 3  | 26  | 29  | 48  | 11 | 0 | 3  | 3  | 9  |
| 2006–07    | Linköping HC      | Elitserien | 25  | 1  | 4   | 5   | 24  | —  | — | —  | —  | —  |
| AHL totalt | AHL totalt        | AHL totalt | 398 | 27 | 113 | 140 | 258 | 49 | 7 | 25 | 32 | 19 |

### Internationellt
| År            | Lag           | Turnering     | Matcher | Mål | Assists | Poäng | Utv. |
| ------------- | ------------- | ------------- | ------- | --- | ------- | ----- | ---- |
| 1995          | USA           | JVM           | 7       | 1   | 0       | 1     | 0    |
| Junior totalt | Junior totalt | Junior totalt | 7       | 1   | 0       | 1     | 0    |